# Jangir Maddadi
Jangir Hugo Maddadi, född 8 april 1979 i Iran, är en svensk möbeldesigner, bosatt i Kalmar. Han har kurdisk bakgrund.  
Maddadi gick ut designutbildningen vid Högskolan i Kalmar i Pukeberg 2004. Han driver företaget Jangir Maddadi Design Bureau sedan 2005. år 2010 erhöll designern pris från Internationella Företagarföreningen i Sverige - i kategorin "Nystart", vilket delades ut av kung Carl XVI Gustaf.
Bland Maddadis produkter finns den cirkelformade bänkserien Union som tillverkas i glasfiberarmerad plast eller betong. Den har sålts världen runt till bland annat Arlanda flygplats, varuhuset Harrods i London och förekommer även i filmen Men in Black 3.
Idag arbetar Jangir Maddadi främst från sin hemstad Kalmar men även i Stockholm, Milano och Miami.